# Janni Arnth Jensen
Janni Arnth Jensen (Outrup, 15 ottobre 1986) è un'ex calciatrice danese, di ruolo difensore.

## Carriera

### Club

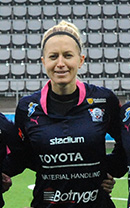
Arnth Jensen nel 2014 con la maglia del

Inizia a giocare a calcio a 6 anni, nel 1992, con l'Outrup, nella sua città natale, dove rimane fino ai 16 anni, nel 2002, quando passa al Varde. Dopo quattro stagioni con questi ultimi, nel 2007 si trasferisce al Fortuna Hjørring, col quale vince alla prima stagione la Coppa di Danimarca e, nelle successive sei, 3 campionati
(2009, 2010 e 2014). Inoltre partecipa a cinque edizioni della Champions League.
Dopo 7 anni al Fortuna Hjørring, nel 2014 cambia nazione e va a giocare in Svezia, al Linköping. Esordisce il 7 agosto in Coppa di Svezia, giocando tutta la gara vinta in rimonta per 2-1 in casa contro il Kristianstads DFF. Il 16 agosto segna per la prima volta, realizzando il definitivo 8-0 nella sfida di campionato vinta sul campo del Jitex BK. Con le scandinave vince due edizioni consecutive della Coppa nazionale (2014 e 2015) e nel 2016 e 2017 si laurea campione di Svezia. Rimane fino al termine del campionato 2018 per trasferirsi, a campionato già in corso, alle inglesi dell'Arsenal.
Dopo appena mezza stagione in Inghilterra, ad agosto 2019 cambia squadra, trasferendosi in Italia, alla Fiorentina, partecipando anche alla Women's Champions League.

### Nazionale

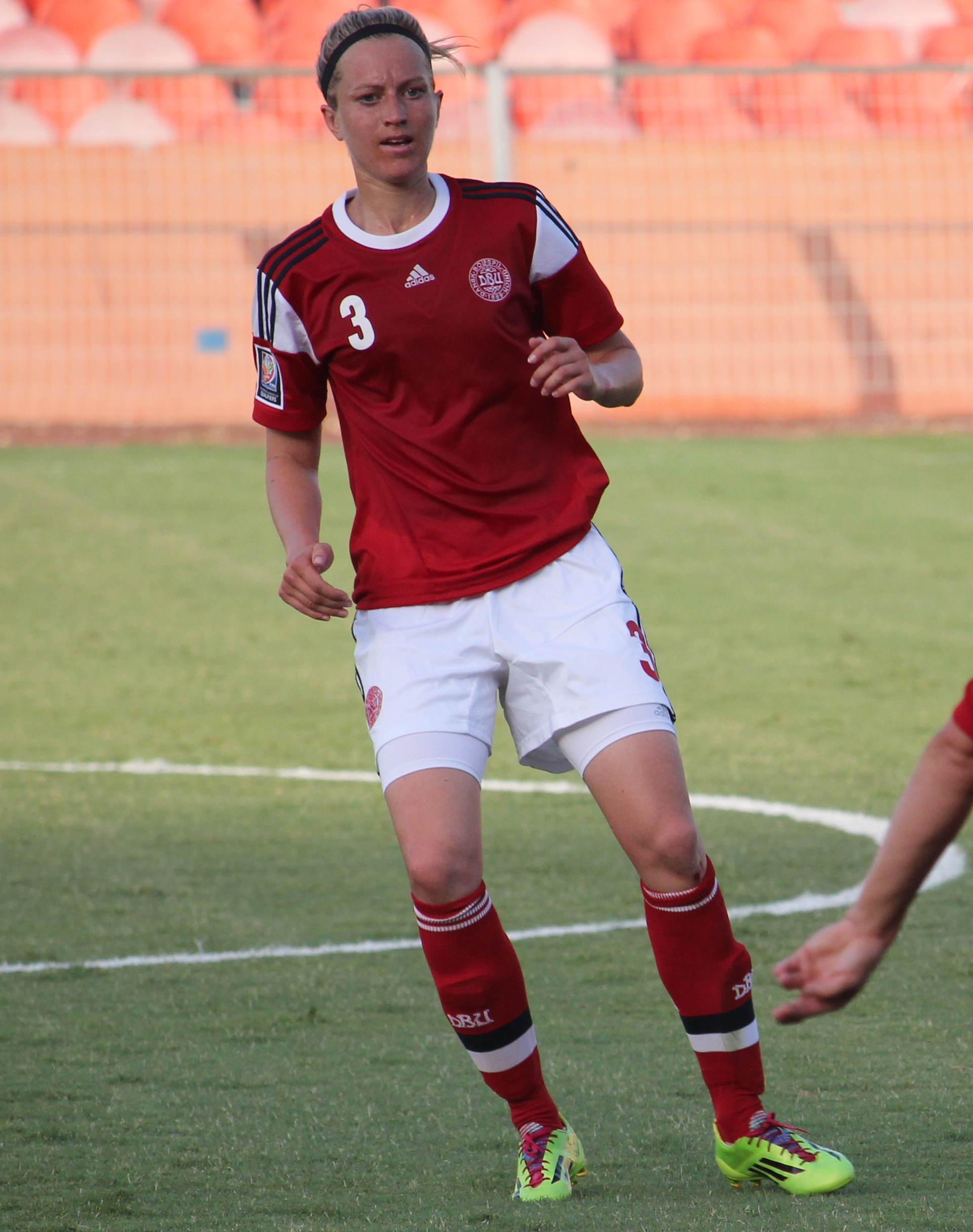
Arnth Jensen nel 2014 con la nazionale danese

Inizia a giocare con le nazionali giovanili danesi a 17 anni non ancora compiuti, nel 2003, anno in cui ottiene 11 presenze in Under-17. Tra 2004 e 2005 gioca in Under-19, dove chiude dopo aver ottenuto 16 apparizioni in campo. Nel 2009, infine, gioca un'amichevole con l'Under-23.
Nel 2010 debutta in nazionale maggiore, nella gara del 23 gennaio del torneo giocato a Coquimbo, in Cile, contro le padrone di casa, vinta per 2-1, giocando tutti i 90 minuti.
Il 27 marzo 2010 segna per la prima volta in nazionale, realizzando il 7-0 nel successo per 9-0 in casa a Vejle contro la Bulgaria nelle qualificazioni al Mondiale 2011 in Germania.
Nel 2013 il commissario tecnico Kenneth Heiner-Møller la inserisce nella lista delle 23 per gli Europei, in Svezia, nei quali arriva in semifinale, dove le danesi sono eliminate ai rigori dalla Norvegia, poi finalista perdente: Arnth Jensen gioca due gare, entrambe da titolare: quarti di finale e semifinale, nella prima, in particolare, è autrice del rigore decisivo nella vittoria sulla Francia per 5-3 d.c.r.
Anche il nuovo CT Nils Nielsen la convoca per il torneo continentale 2017 nei Paesi Bassi, dove gioca una sola gara, la vittoria per 1-0 nel girone sul Belgio. La Danimarca raggiunge la finale, dove è sconfitta per 4-2 dalle padrone di casa.

## Statistiche

### Presenze e reti nei club
Aggiornato al 23 maggio 2021.
| Stagione                | Squadra                 | Campionato              | Campionato | Campionato | Coppe nazionali | Coppe nazionali | Coppe nazionali | Coppe continentali | Coppe continentali | Coppe continentali | Altre coppe | Altre coppe | Altre coppe | Totale | Totale |
| Stagione                | Squadra                 | Comp                    | Pres       | Reti       | Comp            | Pres            | Reti            | Comp               | Pres               | Reti               | Comp        | Pres        | Reti        | Pres   | Reti   |
| ----------------------- | ----------------------- | ----------------------- | ---------- | ---------- | --------------- | --------------- | --------------- | ------------------ | ------------------ | ------------------ | ----------- | ----------- | ----------- | ------ | ------ |
| 2007-2008               | Fortuna Hjørring        | ED                      | ?          | ?          | CD              | ?               | ?               | -                  | -                  | -                  | -           | -           | -           | ?      | ?      |
| 2008-2009               | Fortuna Hjørring        | ED                      | ?          | ?          | CD              | ?               | ?               | -                  | -                  | -                  | -           | -           | -           | ?      | ?      |
| 2009-2010               | Fortuna Hjørring        | ED                      | ?          | ?          | CD              | ?               | ?               | UWCL               | 3                  | 0                  | -           | -           | -           | 3+     | 0+     |
| 2010-2011               | Fortuna Hjørring        | ED                      | ?          | ?          | CD              | ?               | ?               | UWCL               | 4                  | 3                  | -           | -           | -           | 4+     | 3+     |
| 2011-2012               | Fortuna Hjørring        | ED                      | ?          | ?          | CD              | ?               | ?               | UWCL               | 4                  | 1                  | -           | -           | -           | 4+     | 1+     |
| 2012-2013               | Fortuna Hjørring        | ED                      | ?          | ?          | CD              | ?               | ?               | UWCL               | 4                  | 1                  | -           | -           | -           | 4+     | 1+     |
| 2013-2014               | Fortuna Hjørring        | ED                      | ?          | ?          | CD              | ?               | ?               | UWCL               | 4                  | 1                  | -           | -           | -           | 4+     | 1+     |
| Totale Fortuna Hjørring | Totale Fortuna Hjørring | Totale Fortuna Hjørring | ?          | ?          |                 | ?               | ?               |                    | 15                 | 6                  |             |             |             | 15+    | 6+     |
| 2013                    | Linköping               | DS                      | -          | -          | CS              | 1               | 0               | -                  | -                  | -                  | -           | -           | -           | 1      | 0      |
| 2014                    | Linköping               | DS                      | 9          | 2          | CS              | 5               | 0               | UWCL               | 6                  | 0                  | -           | -           | -           | 20     | 2      |
| 2015                    | Linköping               | DS                      | 21         | 1          | CS              | 6               | 0               | -                  | -                  | -                  | -           | -           | -           | 27     | 1      |
| 2016                    | Linköping               | DS                      | 20         | 2          | CS              | 5               | 0               | -                  | -                  | -                  | -           | -           | -           | 25     | 2      |
| 2017                    | Linköping               | DS                      | 21         | 1          | CS              | 5               | 0               | UWCL               | 6                  | 1                  | -           | -           | -           | 32     | 2      |
| 2018                    | Linköping               | DS                      | 20         | 1          | CS              | -               | -               | UWCL               | 3                  | 0                  | -           | -           | -           | 23     | 1      |
| Totale Linköping        | Totale Linköping        | Totale Linköping        | 91         | 7          |                 | 22              | 0               |                    | 15                 | 1                  |             |             |             | 128    | 8      |
| 2018-2019               | Arsenal                 | SL                      | 6          | 1          | WC              | 3               | 0               | -                  | -                  | -                  | -           | -           | -           | 9      | 0      |
| 2019-2020               | Fiorentina              | A                       | 9          | 1          | CI              | 0               | 0               | UWCL               | 2                  | 0                  | SI          | 1           | 0           | 12     | 1      |
| 2020-2021               | Fiorentina              | A                       | 5          | 0          | CI              | 2               | 0               | UWCL               | 0                  | 0                  | SI          | 0           | 0           | 7      | 0      |
| Totale Fiorentina       | Totale Fiorentina       | Totale Fiorentina       | 14         | 1          |                 | 2               | 0               |                    | 2                  | 0                  |             | 1           | 0           | 19     | 1      |
| Totale carriera         | Totale carriera         | Totale carriera         | 111+       | 9+         |                 | 3+              | 0+              |                    | 32                 | 7                  |             | 1           | 0           | 147+   | 16+    |

## Palmarès

### Club

#### Competizioni nazionali
- Campionato inglese: 1

Arsenal: 2018-2019
- Campionato svedese: 2

Linköping: 2016, 2017
- Campionato danese: 3

Fortuna Hjørring: 2008-2009, 2009-2010, 2013-2014
- Coppa di Svezia: 2

Linköping: 2013-2014, 2014-2015
- Coppa di Danimarca: 1

Fortuna Hjørring: 2007-2008